# Elizabeth Kingsley
Elizabeth S. Kingsley (geboren Seelman) (1871 – 8 juni 1957) was een Amerikaanse puzzelontwerpster, bekend als de bedenkster van de Filippine.
Kingsley werd geboren in Brooklyn. en studeerde aan het Wellesley College (klas van 1898). Terwijl ze in 1933 als lerares in Brooklyn werkte, ontwierp ze de filippine, een vorm van een acrostichonpuzzel met kenmerken van een kruiswoordpuzzel Zij verkocht die uiteindelijk aan het blad Saturday Review. Michelle Arnot beschreef hoe Kingsley het heeft bedacht, na een Wellesley-reünie waarbij ze "wanhopig was dat studenten twintigste-eeuwse schrijvers zoals James Joyce omarmden".
Elizabeth Kingsley paste een kruiswoordpuzzeldiagram aan en verlegde de randen om een rechthoek te vormen. Ze nam een fragment van een favoriete auteur en vulde het diagram alleen van links naar rechts in; woorden werden gescheiden door zwarte vierkanten en liepen verder naar beneden en naar links waar nodig. Elk leeg vierkant kreeg een nummer toegewezen van 1, linksboven tot 178, rechtsonder. Haar eerste selectie bestond uit zes regels uit het gedicht "Ulysses" van Alfred Tennyson. Ze schreef het gedicht uit in anagramvierkantjes en gooide alle 178 letters in een pot. Uit deze lettersoep haalde ze achttien letters voor de naam van de dichter en zeven voor zijn werk, die ze in een kolom plaatste. In de stijl van een acrostichon vormden deze vier woorden de eerste letters van een serie van vijfentwintig anagrammen. Zes maanden non-stop productie leverde een manuscript op van honderd filippines. 
In maart 1934 werd het contract getekend. Kort daarna vestigde Kingsley zich in het Henry Hudson Hotel, waar ze vanuit haar thuiskantoor een wekelijkse puzzel maakte. De uitgevers Simon & Schuster gaven haar een rubriek en ze introduceerde een acrostichon op de puzzelpagina van de Sunday Times.
De eerste puzzel werd op 31 maart 1934 gepubliceerd. Haar puzzels voor The New York Times verschenen tussen 9 mei 1943 en 28 december 1952. Deze vorm van puzzel is nog steeds populair.